# Jacques Houssat
Jacques Antonin Houssat (22 de junio de 1937 Clermont-Ferrand, 25 de junio de 1997 Clermont-Ferrand) es un piloto de camiones frances especializado en rallies, campeón en una ocasión del Rally Dakar.

## Carrera deportiva
Es un piloto de rally raid, especialista de enduro. Empezó a participar en el Rally Dakar en la edición de 1985, con la escuderia Mercedes Benz, terminando en la posición 14.
Se unió a la escudería de camiones Perlini, participando a partir de la edición 1988, logro salir campeón del Rally Dakar de 1991 superando a sus rivales de Kamaz el piloto ruso Vladimir Goltsov y piloto estonio Joel Tammeka.
Fue segundo lugar en camiones en las ediciones 1990, 1992 y 1993, siendo superado por su compañero Francesco Perlini.

## Fallecimiento
Días después de cumplir 60 años, falleció el 25 de junio de 1997 por causas naturales.

## Resultados

### Rally Dakar
| Año     | Categoría | Vehículo      | Copiloto                              | Posición | Etapas |
| ------- | --------- | ------------- | ------------------------------------- | -------- | ------ |
| 1985    | Camiones  | Mercedes Benz | Bernard Milanolo / Francois Bonin     | 14.º     | -      |
| 1986    | Camiones  | Mercedes Benz | Jean Pierre Fontenay / Claude Brubach | 6.º      | -      |
| 1987    | Camiones  | Mercedes Benz | Pascal Maimon / Bernard Lacour        | 23.º     | -      |
| 1988    | Camiones  | Perlini       | Thierry de Saulieu / Danilo Bottaro   | 4.º      | -      |
| 1989    | Coches    | Peugeot       | Pascal Maimon                         | 16.º     | -      |
| 1990    | Camiones  | Perlini       | Thierry de Saulieu / Danilo Bottaro   | 2.º      | -      |
| 1991    | Camiones  | Perlini       | Thierry de Saulieu / Danilo Bottaro   | 1.º      | -      |
| 1992    | Camiones  | Perlini       | Thierry de Saulieu / Danilo Bottaro   | 2.º      | -      |
| 1993    | Camiones  | Perlini       | Patrick Sarliève / Livio Diamante     | 2.º      | -      |
| Fuente: |           |               |                                       |          |        |